# نوبیلی کریسمس
نوبیلی کریسمس (انگلیسی: Natale Nobili; ۱۹ اوت ۱۹۳۵ – ۱۰ ژوئیه ۲۰۲۱ (aged 85)) بازیکن فوتبال اهل ایتالیا بود.
از باشگاه‌هایی که در آن بازی کرده‌است می‌توان به باشگاه فوتبال اینتر میلان، باشگاه فوتبال آلساندریا، باشگاه فوتبال لیورنو، باشگاه فوتبال پرو ورچلی، و باشگاه فوتبال اسپال اشاره کرد.